# Aurore Vanhemelen
Aurore Vanhemelen (Nijvel, ?) is een Belgisch stripauteur en inkleurster. Zij woont in Nijvel.
Vanhemelen studeerde in 1996 af aan de Koninklijke Academie voor Schone Kunsten van Brussel.
Vanhemelen verzorgde in 2007 samen met Bruno Wesel de inkleuring van het album De zwarte code in de historische stripreeks Loïs, getekend door Olivier Pâques. In het album staat haar naam vermeld als Aurore Van Hemelen.
- International Standard Name Identifier: 0000 0003 8858 0865
- Système universitaire de documentation: 143709208
- Virtual International Authority File: 281739683